# Кличка, Франц Николаевич
Франц Николаевич Кличка (около 1730—1786) — генерал-поручик, Иркутский, новгородский и орловский губернатор.

## Биография
По национальности чех. Из крестьянской семьи. Учился в иезуитской гимназии. Пытался поступить в Пражский университет, но из-за отсутствия средств не смог этого сделать. Занимался репетиторством. В конце 1740-х гг. приглашен воспитателем в одну из дворянских семей в Россию.
В 1750 поступил на военную службу, закончил артиллерийский корпус.
В Семилетнюю войну был адъютантом при генерале Вильбоа; был взят пруссаками в плен, но в скором времени ему удалось освободиться из плена. По окончании войны был произведен в секунд-майоры.
В 1769 году, состоя подполковником в Ярославском полку, Франц Николаевич Кличка принял участие в первой турецкой войне, отличился под Хотином, при Ларге и под Килиею; получил в награду чин полковника и 22 сентября 1770 года орден Святого Георгия 4-й степени (№ 28 по кавалерским спискам Судравского и Григоровича — Степанова)
За оказанную храбрость во время поражения учиненной вылазки при осаде города Килии и самопроизвольное пробытие до конца осады под жестоким неприятельским огнём.
В 1771—1773 гг. командуя Кабардинским полком, состоял в отряде генерала Вейсмана фон Вейсенштейна и отличился в нескольких сражениях на правом берегу Дуная, включая битву при Кайнарджи, в которой Вейсман погиб. 30 июля 1773 года он получил орден Святого Георгия 3-й степени (№ 36 по кавалерским спискам)
За поражение с вверенным ему деташаментом 30-го июля 1773 г. на правом берегу Дуная неприятеля, находящагося в окрестностях Карасу.
В том же году он был произведён в бригадиры.
2 июня 1775 года произведен в генерал-майоры и 22 сентября того же года сдал командование Кабардинским полком полковнику Н. А. Ладыженскому. В 1777 году при открытии по новому «учреждению о губерниях» Новгородской губернии был назначен правителем Новгородской губернии; так как генерал-губернатор Сиверс принимал живое участие в обсуждении общего плана областной реформы и часто на продолжительное время уезжал в Санкт-Петербург, то на Кличке лежало фактически управление вновь устроенною губернией.
24 сентября 1778 года он был назначен в Иркутскую губернию губернатором; иркутский губернатор пользовался несколько более широкими правами, чем прочие губернаторы, ввиду отдалённости губернии от центральных учреждений и чрезвычайной её обширности: в состав губернии входило всё пространство Восточной Сибири до Охотского моря. Это место Кличка занимал до 1784 года и получил на нём чин генерал-поручика и орден св. Анны 1-й степени. Кличка делал все возможное, чтобы поднять сколько-нибудь хлебопашество в обширном крае, порученном его управлению; в 1780 году он успел восстановить торговые сношения с Китаем, прерванные вследствие разных пограничных столкновений; устроил до известной степени целебные Баргузинские источники и на Камчатке предпринял меры по укреплению Петропавловского порта. Был инициатором создания в Иркутске краеведческого музея — одного из первых в России.
С 1783 года до смерти был генерал-губернатором Курским и Орловским.
Франц Николаевич Кличка умер 28 октября 1786 года.